# Giovanni Maria Angioy
(Memoriale, 1799)
Giovanni Maria Angioy (Bono, 21 ottobre 1751 – Parigi, 23 febbraio 1808) è stato un rivoluzionario e politico sardo, funzionario del Regno di Sardegna, poi ribelle ai Savoia dopo i vespri sardi, considerato un patriota sardo dall'autonomismo ed indipendentismo isolano.
Angioy fu protagonista della seconda fase dei moti rivoluzionari sardi contro il dominio coloniale e i privilegi feudali, e oltre che politico, fu anche docente universitario, imprenditore, banchiere e Giudice della Reale Udienza, il supremo organo giurisdizionale del Regno.

## Biografia
Nato da Pier Francesco, nobile possidente, e Maria Margherita Arras Minutili originaria di Nuoro. In giovane età rimase orfano prima di madre e poi del padre, che da vedovo aveva indossato l'abito talare.
A Bono si prese cura della sua educazione uno zio materno, don Taddeo Arras. In seguito, sempre a Bono, frequentò dai padri Mercedari, nella scuola sita presso la chiesa del convento della Vergine della Mercede, titolo che dopo la chiusura del convento, decretata dal ministro Giovanni Battista Lorenzo Bogino nel 1776, fu cambiato in quello di San Raimondo Nonnato.
A Sassari proseguì gli studi presso i padri gesuiti al Seminario-Convitto Canopoleno e nel 1771 conseguì la laurea presso la locale università. I parenti lo inviarono a Cagliari per fare la pratica di avvocato sotto la guida dello zio avvocato Salvatore Nieddu de Minutili, ma l'Angioy dopo due mesi abbandonò e si dedicò agli studi di diritto. Nel 1772, su dispensa dell'allora re di Sardegna, poté intraprendere la sua carriera accademica e l'anno successivo vinse la cattedra d'Istituzioni Civili. Nel 1789 fu nominato Giudice della Reale Udienza.
Il 13 giugno del 1781 l'Angioy prese in moglie Anna Belgrano, dalla quale ebbe tre figlie.

## Le idee della Rivoluzione francese
Sulla facciata del Municipio di Bono si legge: 
 Anche in Sardegna erano giunte le nuove idee che avevano animato la Rivoluzione. Certamente l'Angioy aveva letto le opere degli enciclopedisti, di Voltaire, Montesquieu e di Rousseau. Tra la nascente borghesia sarda circolavano, per lo più clandestinamente, opuscoli e pamphlet politici francesi o di ispirazione rivoluzionaria. Le idee della Rivoluzione francese influenzarono molto il suo pensiero; Angioy era fermamente convinto della necessità di combattere la tirannide, allora nell'isola espressa dal feudalesimo mantenuto dai Savoia a danno dei sardi.

## I mali del feudalesimo
Vittorio Amedeo II di Savoia aveva ricevuto la Sardegna in cambio della Sicilia, con il trattato dell'Aia (20 febbraio 1720), divenendo il 17º re di Sardegna. Ad inaugurare il nuovo Regno inviò il suo luogotenente, poi viceré, Filippo-Guglielmo Pallavicini, barone di Saint Remy che fu viceré di Sardegna dal 1720 al 1723 e tra il 1726 e il 1727.
Proprio il feudalesimo era il grande male della Sardegna. Basandosi sullo sfruttamento dei sudditi, esso penalizzava infatti l'unica fonte di reddito dell'isola: l'agricoltura. In quel periodo, l'isola era suddivisa in feudi, a parte le sette città regie (Castelsardo, Sassari, Alghero, Bosa, Oristano, Iglesias e Cagliari, che erano esentate sin dal periodo spagnolo dal pagare i dazi feudali), ed altissime erano le rendite dovute agli arcivescovi di Cagliari e di Oristano, come pure quelle dovute ai maggiori feudatari come il marchese Alagon di Villasor, i marchesi Manca di Villahermosa di Thiesi e di Mores, il barone di Ossi, il Barone di Sorso e tanti altri.
Le città in quel periodo erano poco abitate, mentre gran parte della popolazione viveva nelle campagne, dove era vessata dalla durissima imposizione fiscale feudale: agli agricoltori veniva sottratto un quinto di ciò che seminavano (diritto di giogo), mentre per i pastori il tributo consisteva nel versare un capo di bestiame ogni dieci (deghino). Per i vassalli le tasse erano innumerevoli: ogni capo famiglia, oltre agli altri tributi, doveva pagare un reale (feu) e versare al feudatario una parte degli animali di corte (galline da corte).

## I moti anti-feudali
Dopo il rifiuto del Re alle richieste fatte dagli Stamenti - le «cinque domande»: 
- riunione ogni dieci anni del Parlamento;
- conferma degli antichi privilegi;
- riserva per gli isolani di tutti gli impieghi civili e militari, a parte i più alti;
- istituzione a Torino di un Ministero per le questioni sarde;
- istituzione a Cagliari di un Consiglio di Stato,

il 28 aprile 1794 i sardi si ribellarono al governo piemontese. Sono i giorni de s'aciapa (la caccia ai piemontesi ancora in città). Furono catturati tutti i 514 funzionari continentali, incluso il viceré Vincenzo Balbiano, e furono cacciati via dall'isola. L'esempio fu seguito da altre città e la rivolta si propagò per tutta la Sardegna. L'isola viene provvisoriamente governata dalla Reale Udienza.
L'anno successivo, il 6 luglio 1795, ci fu una seconda insurrezione, guidata dal partito dei novatori e dalle milizie cittadine che erano state create dopo la prima sollevazione del 28 aprile 1794. Stavolta, il bersaglio erano i "normalizzatori", i membri del "partito" conservatore, i più eminenti dei quali erano il Generale delle Armi Gavino Paliaccio Marchese della Planargia e l'Intendente Generale Gerolamo Pitzolo. Nel corso del tempo, questi ultimi si rivelarono estremamente avversi ad ogni politica che concedesse alla borghesia e alle masse popolari un ruolo nel governo e nell'amministrazione della nazione sarda. Lo scopo dei moti rivoluzionari, secondo il Pitzolo e il partito dei normalizzatori, doveva limitarsi all'ottenimento di un riconoscimento e un ruolo per gli aristocratici e i possidenti sardi, lasciando però immutati gli assetti istituzionali e socio-economici esistenti. Intriso di cultura politica dell'Ancien Régime, il Pitzolo era contrario ad ogni concessione democratica o riformatrice. Inoltre, tra l'autunno 1794 e l'estate 1795, il Pitzolo e il Marchese della Planargia lavorarono assiduamente ad un progetto reazionario per instaurare un vero e proprio stato di polizia. Questi personaggi infatti non vedevano altra soluzione per stroncare l'ala democratica degli Stamenti e le riforme che gli Stamenti stavano attuando nell'amministrazione della Sardegna. La determinazione del Pitzolo e del Paliaccio a ricorrere a misure repressive venne anche accentuata dal fatto che il nuovo viceré, Vivalda, cercò in ogni modo di assecondare le istanze riformatrici dei novatori. Agli occhi del partito dei "normalizzatori" il viceré stava in questo modo minando la stessa autorità reale. La determinazione del Pitzolo e del Paliaccio a ricorrere a mezzi repressivi era anche indotta dalla loro preoccupazione per il fatto che gli Stamenti avevano istituito milizie cittadine che rispondevano direttamente alla volontà degli Stamenti, e quindi avevano un ulteriore strumento di azione.
Le milizie cittadine ebbero la meglio sulle truppe del Generale delle Armi, Marchese della Planargia. Il popolo armato si recò presso l'abitazione del Pitzolo che era difesa da alcuni armati. In seguito a trattative, il Pitzolo acconsentì ad arrendersi per farsi trasdurre presso il viceré che avrebbe dovuto garantire l'incolumità del Pitzolo e l'istituzione di un processo contro di lui e i suoi associati. Tuttavia il viceré, per motivi che non sono stati chiariti, non volle prendere in custodia il Pitzolo il quale, rimasto in mano alla folla cittadina, venne trucidato. Il Generale delle Armi, Gavino Paliaccio Marchese della Planargia, venne arrestato e tenuto in custodia. Tuttavia, quando le lettere che sia lui che il Pitzolo avevano scritto vennero lette pubblicamente rivelando i loro piani di arrestare o eliminare i simpatizzanti del partito riformatore, le milizie cittadine presero il Paliaccio e lo uccisero lasciando il cadavere in balia della folla.
Il 13 agosto 1795 iniziano a Cagliari le pubblicazione del quotidiano Il Giornale di Sardegna, organo politico del movimento angioiano, redatto da quattro collaboratori di Angioy e diretto dal teologo Giuseppe Melis Atzeni.
Il nuovo viceré piemontese Filippo Vivalda di Castellino, richiamato dalla nobiltà locale, rientrò a Cagliari il 6 settembre, ma le rivolte e i tumulti non si placarono. Approfittando dei disordini, i feudatari logudoresi e la nobiltà sassarese chiesero al re maggiore autonomia dal viceré e chiesero anche di staccarsi dal governo viceregio e dipendere direttamente dalla Corona.
Queste richieste irritarono i cagliaritani, che fomentarono ancora di più la rivolta e il 28 dicembre 1795 una grande massa di rivoltosi accorsi da tutto il Logudoro manifestò a Sassari contro il sistema feudale, intonando il famoso canto di Francesco Ignazio Mannu: Procurade 'e moderare, Barones, sa tirannia. A quella rivolta parteciparono tutte le classi sociali: borghesia, nobiltà e popolo, che in quell'occasione si ritrovarono uniti per rivendicare l'autonomia del Regno.
Nel Logudoro i moti antifeudali si svilupparono nel 1795. In questa regione i diritti feudali non erano ben precisati ma pagati mediante barbare estorsioni. Si ribellarono i vassalli dell'Anglona: Sedini, Nulvi, Osilo si rifiutarono di pagare i diritti feudali. Più tardi i moti si propagarono a Ittiri, Ossi, Tissi, Uri, Thiesi, Pozzomaggiore e Bonorva, e ad Ozieri e Uri i contadini s'impossessarono dei granai dei feudatari mentre ad Ossi il rettore parrocchiale De Quesada si allontanò temporaneamente dalla villa.
A sostegno dei moti cagliaritani, dai quali i nobili e i notabili sassaresi intendevano distinguersi, in molti paesi si strinsero patti d'intesa per non riconoscere più il feudatario e chiedere il riscatto.
Così avvenne che nei giorni di Natale del 1795 numerosi uomini a piedi e a cavallo circondarono Sassari. Ai primi colpi d'artiglieria il duca dell'Asinara e alcuni feudatari fuggirono e la città venne occupata dai rivoluzionari; i capi degli assedianti furono Gioachino Mundula e Francesco Cillocco. Fatti prigionieri il governatore Santuccio e l'arcivescovo Della Torre, i rivoltosi si avviarono verso Cagliari.

## La carica di "Alternos"

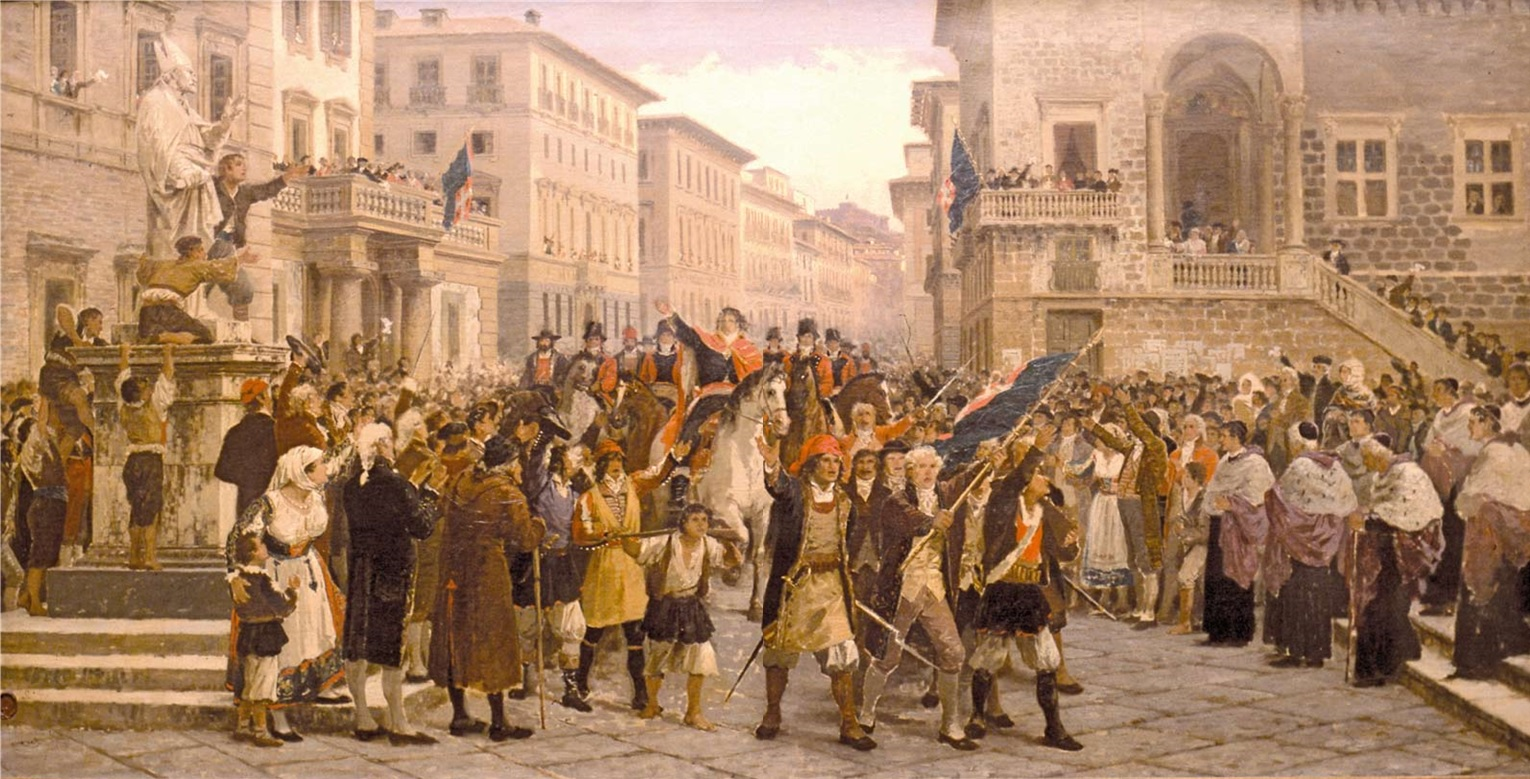
Ingresso trionfale a Sassari di J.M. Angioy.

Al fine di sedare questi disordini, il 13 febbraio 1796 il viceré Filippo Vivalda e i rappresentanti degli Stamenti decisero di inviare nell'isola Giovanni Maria Angioy, allora magistrato della Reale Udienza. A lui venivano dati i poteri di Alternos: poteva, cioè, esercitare il potere vicereale (al viceré spettava il plurale maiestatis nos, il suo alter ego in periodo spagnolo veniva chiamato alter nos).
Con un'esigua scorta, egli partì da Cagliari inoltrandosi nel cuore della Sardegna. Durante il viaggio, nei vari paesi che attraversava, venne accolto con manifestazioni di simpatia mentre gli venivano esposti tutti i disagi sociali e i bisogni delle popolazioni.
Apparve a tutti come un liberatore e accese negli animi molte speranze. Si rese conto delle reali condizioni dell'Isola, con un'agricoltura arretrata e l'oppressione feudale, con i disagi dei contadini e la profonda miseria dei villaggi.
Ogni paese volle fargli omaggio di una scorta di uomini e quando giunse alle porte di Sassari il suo seguito era imponente. L'accoglienza fu trionfale: accorse tanta folla e anche i canonici della capitale turritana intonarono il "Te Deum". Nel grande affresco che Giuseppe Sciuti dipinse alla fine del XIX secolo nel salone delle assemblee del Palazzo della Provincia, si vede Giovanni Maria Angioy che entra a Sassari da trionfatore. Per la gente non era soltanto l'Alternos cioè un "facente funzione" viceregia; non era soltanto un alto magistrato, ma era il liberatore.

## Dalla parte degli oppressi
Ridato ordine e tranquillità al Capo di sopra, Giovanni Maria Angioy chiese al viceré il riscatto dei villaggi infeudati, rifiutandosi di procedere alla riscossione dei tributi anche con la forza. Rispose al viceré che non avrebbe mai fatto l'esattore baronale. Si schierò apertamente dalla parte degli oppressi, proclamando la distruzione della feudalità e dichiarando apertamente le sue idee, in opposizione ai reazionari e al viceré.
Per circa tre mesi cercò di ricucire il rapporto tra vassalli e feudatari con atti legali, ma ben presto si rese conto che gli mancava il supporto della borghesia cagliaritana ed anche il sostegno del viceré.

## Il fallimento della rivolta
I suoi compagni di idee e di partito, però, lo stavano pian piano abbandonando e la sollevazione popolare che aveva creduto di poter suscitare a Cagliari era svanita nel nulla.
In quei mesi il Piemonte veniva invaso dalle truppe di Napoleone e lui aveva avuto dei contatti con agenti francesi per preparare un piano eversivo e cacciare la monarchia. Ma gli eventi presero un'altra piega. Vittorio Amedeo III fu costretto a firmare il trattato di Cherasco e successivamente a Parigi, il 15 maggio 1796, la pace con i francesi. Si ritrovò così senza nessun sostegno esterno ed a capo dei rivoltosi.
Il viceré gli revocò la fiducia insieme ai poteri conferiti e si preparò a combatterlo. Sul suo capo venne messa una taglia di 3.000 Lire sarde mentre i soldati del viceré battevano ogni pista per procedere al suo arresto.
Il 2 giugno partì con un esercito antifeudale diretto verso Cagliari; giunse ad Oristano l'8 giugno, ma venne battuto e abbandonato dai suoi.
Si rifugiò dall'amico don Michele Obino a Santu Lussurgiu e nella notte tra il 13 ed il 14 giugno del 1796, inseguito sul lato sinistro dalla cavalleria del cavalier Marcello di Cuglieri e sul fianco destro da 500 uomini del nobile macomerese don Giuseppe Passino e da un reggimento di militi a cavallo provenienti da Padria, l'Angioy riuscì a divincolarsi dalla stretta morsa degli inseguitori, grazie alle diversioni attuate dai fratelli Miguel e Andrea De Lorenzo, con popolani reduci dallo scontro di Oristano.  Ormai abbandonato dai suoi partigiani, fu aiutato dai cavalieri scanesi, che lo travestirono da popolano e nonostante l'invitante taglia pendente sul suo capo e la schiacciante inferiorità numerica lo scortarono tra le impervie giogaie boscose del Montiferru in direzione di Thiesi. La sera del 16 giugno si diresse verso Porto Torres, da dove s'imbarcò clandestinamente per Genova. Sperava di recarsi a Torino per ottenere ancora l'abolizione del feudalesimo. Una speranza tradottasi poi in una fuga rocambolesca in Francia.

## L'esilio

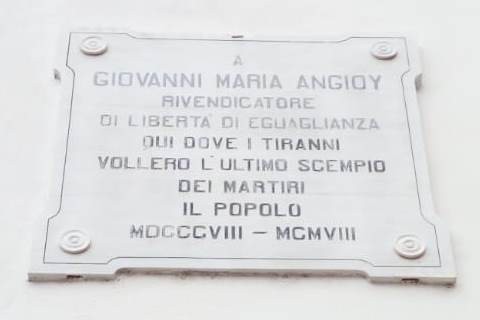
Targa commemorativa per Angioy a Sassari

Nel lungo esilio francese egli abbracciò pienamente l'ideologia libertaria e repubblicana scaturita dalla rivoluzione dell'89. E appunto in nome della libertà politica per la Sardegna, ancora oppressa dal dispotismo, cercò di far accogliere dal direttorio e da Napoleone "primo console" un piano militare per liberare l'isola, proclamandovi la repubblica indipendente e mettendola sotto la protezione della Francia. E con tutta probabilità vi sarebbe riuscito, se il corpo d'esercito raccolto in Corsica nel 1800 non fosse stato distolto all'ultimo momento dalla spedizione in Sardegna, perché destinato a sedare un tentativo insurrezionale controrivoluzionario scoppiato nel frattempo nella stessa Corsica. In compenso, la Francia si sarebbe avvantaggiata dei prodotti di cui la Sardegna abbondava: bestiame, formaggio, pellami, grano, metalli; e per di più, avrebbe conseguito una maggior sicurezza strategica nel Mediterraneo occidentale col controllo della base navale di La Maddalena (allora presidiata dalla flotta inglese) e degli approdi delle isole di San Pietro e Sant'Antioco, punti obbligati di riferimento nella navigazione tra Provenza e Nord Africa. G.M. Angioy coltivò ancora per qualche tempo l'idea di sensibilizzare governo e opinione pubblica francese sulle sorti dell'Isola. Nel corso del 1799 redasse le Mémoires sur la Sardaigne, in cui descriveva l'isola e le sue condizioni economiche, sollecitando il sostegno militare della Francia per la sua liberazione come repubblica indipendente.
Ormai privo di rilevanti appoggi politici in terra sia sarda che francese, Giovanni Maria Angioy moriva a Parigi, quasi indigente, il 23 febbraio del 1808, assistito e sostenuto dalla vedova Dupont, al numero 3 della rue Froidmanteau, al primo piano. Un recente studio ha individuato il luogo dove avvennero le esequie, ovvero la Chiesa di Saint-Germain-l'Auxerrois, ipotizzando quale luogo di sepoltura l'antico nucleo cimiteriale del Champ-du-Repos, sul quale in seguito venne costruito il Cimitero di Montmartre.